# Teste nuclear norte-coreano de 2013

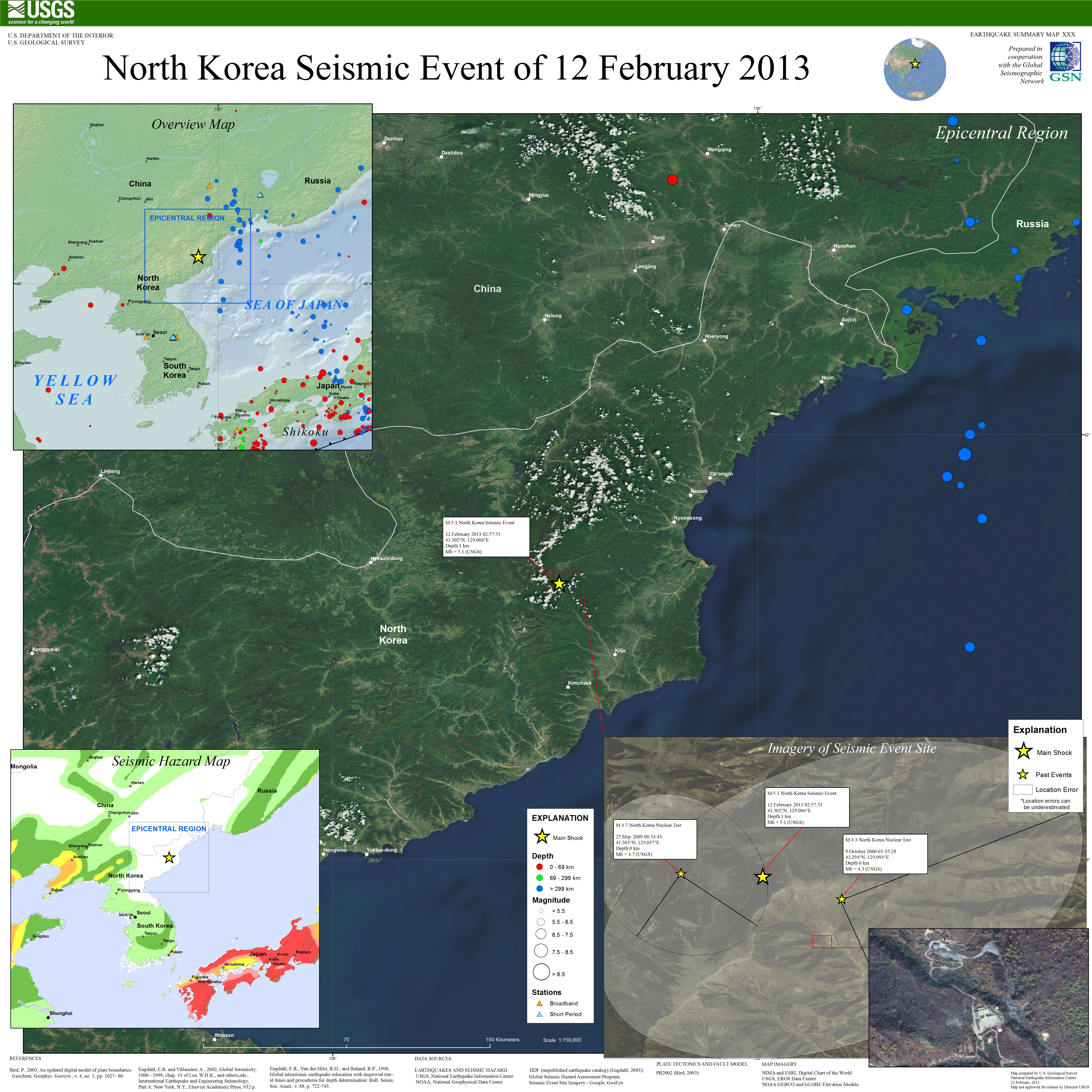
Mapa sísmico do evento.

O teste nuclear norte-coreano de 2013 foi realizado em 12 de fevereiro às 11:57:51 (horário local), sendo o terceiro da história do país. Ainda antes do anúncio da realização do teste pelo governo da Coreia do Norte, os serviços sismológicos de diversos países haviam registrado um tremor artificial de 4,9 graus próximo ao meio-dia, no horário local da Coreia do Norte, com epicentro a apenas alguns quilômetros sob a supefície da Terra, na região em que o campo de testes Punggye Ri está localizado. O Serviço Geológico dos Estados Unidos, contudo, reporta um tremor com magnitude de 5,1 graus a 1 km de profundidade e a 23 km lés-nordeste de Sungjibaegam, na Coreia do Norte.
A Agência Central de Notícias da Coreia (ACNC) anunciou a condução de um teste atômico subterrâneo com sucesso como "parte de medidas práticas para defender a segurança e a soberania do País". Também disse que a explosão teria sido "conduzida de maneira perfeita e segura" e que nenhum efeito adverso ao meio ambiente teria sido observado na região onde o teste ocorreu. Além disso, segundo a ACNC, o teste envolveria uma "bomba nuclear miniaturizada de grande potência" que seria mais leve do que as outras bombas nucleares detonadas nos testes atômicos conduzidos anteriormente.
Observadores sul-coreanos estimam que a detonação tenha liberado energia equivalente a algo entre seis e sete quilotons, disse o governo da Coreia do Sul. As primeiras estimativas giravam em torno de 10 quilotons. Para efeito de comparação, a bomba detonada sobre Hiroshima em 1945 liberou energia equivalente a algo entre 13 e 16 quilotoneladas de TNT.
A agência de notícias Yonhap reportou que Pyongyang havia comunicado tanto o governo chinês quanto o dos EUA sobre seus planos ainda na segunda-feira. Pessoal e equipamento foram deslocados do local nos dias anteriores ao teste - um indício da eminência da detonação. Este foi o terceiro teste nuclear realizado pela Coreia do Norte. Os dois outros testes foram realizados em 2006, com uma potência de um quiloton, e em 2009, com uma potência de 2 quilotons. Contudo, este é o primeiro teste realizado pelo novo ditador norte-coreano, Kim Jong-un.
Em 9 de abril de 2013, estações de monitoramento no Japão e na Rússia detectaram na atmosfera traços de gás Xenônio 131 e 133. Esse gás nobre se forma durante o processo de fissão , e portanto constituem prova inequívoca de que a Coreia do Norte conduziu uma experiência nuclear.

## Reação internacional
Os líderes da comunidade international têm condenado em unísono o teste nuclear conduzido pela Coreia do Norte. O secretário-geral das Nações Unidas condenou o teste nuclear subterrâneo conduzido na manhã do dia 12 de fevereiro pela República Democrática Popular da Coreia do Norte (RPDC), afirmando que o mesmo é uma violação clara e muito grave das resoluções do conselho de segurança das Nações Unidas. O secretário-geral qualificou o desafio de Pyongyang aos pedidos da comunidade internacional para que evitasse novas provocações como deplorável.
O primeiro-ministro do Japão, Shinzo Abe, conclamou uma reunião de emergência do Conselho de Segurança das Nações Unidas. A sessão de emergência estava marcada para as 14:00 (UTC) de 12 de fevereiro. Tibor Toth, secretário-executivo da Organização do Tratado de Interdição Completa de Ensaios Nucleares, confirmou que o local do evento era "possivelmente congruente" com os testes nucleares executados pela Coreia do Norte em 2006 e em 2009. O serviço de notícias Kyodo News reportou que o ministério de defesa japonês havia lançado aeronaves para investigar efeitos de radioatividade. O Governo do Japão estava mantendo uma reunião do conselho nacional de segurança em Tóquio, segundo a NHK. As forças militares da Coreia do Sul também elevaram seu nível de prontidão.
- Austrália: a primeira-ministra da Austrália, Julia Gillard, disse em pronunciamento que "o Governo australiano condena o teste nuclear norte-coreano nos termos mais fortes possíveis".[16]
- Brasil: o Itamaraty anunciou que o Governo brasileiro tomou conhecimento com grande preocupação do teste conduzido pela RPDC, conclamando ainda a RPDC a cumprir as resoluções do Conselho de Segurança das Nações Unidas e a contribuir de maneira ativa para que as negociações relativas à paz e a segurança na península coreana possam ser retomadas.[17]
- Portugal: o Ministério dos Negócios Estrangeiros declarou que Portugal, juntamente com os parceiros da União Europeia, condena firmemente o ensaio nuclear levado a cabo pela RPDC, em mais uma clara violação das obrigações internacionais deste País, em particular às resoluções 1718, 1874 e 2087 do Conselho de Segurança da ONU, a última adotada somente o mês passado. Declarou ainda que o comportamente da RPDC representa uma séria ameaça à Paz na península coreana e à segurança regional e internacional, conclamando que a RPDC se abstenha de outras provocações e se envolva num diálogo construtivo com a comunidade internacional.[18]
- Irão: Um porta voz do ministério de relações exteriores iraniano, Ramin Mehmanparast, disse que todas as armas nucleares deveriam ser "destruídas" depois do teste.[19]
- Japão: O primeiro-ministro japonês, Shinzo Abe, disse que o teste era uma "grave ameaça" que não seria tolerada.[20]
- Rússia: o governo russo "condenou firmemente" o chamando de uma violação das obrigações internacionais da Coreia do Norte.[21]
- Reino Unido: O ministro de relações exteriores britânico, William Hague, disse que seu governo "condenava veementemente o acontecido, que violava todas as resoluções adotadas pela ONU.[22]
- Estados Unidos: O presidente dos Estados Unidos, Barack Obama, chamou o teste de "altamente provocativo" e que ele "mina a estabilidade regional". Ele disse que defenderia seu país e seus aliados.[23] Os americanos enviaram uma aeronave equipada com sensores capazes de detectar plutônio ou urânio.[24]